# Gvozdarus svetovidovi
Gvozdarus svetovidovi és una espècie de peix pertanyent a la família dels nototènids.

## Descripció
- Pot arribar a fer 100 cm de llargària màxima.
- És de color marró clar al ventre, mentre que el cap, el dors i els flancs són foscos. Les aletes dorsals són més clares i llurs membranes transparents. Aletes pelvianes i anal clares. Boca i cavitat branquial fosques.
- 7 espines i 30 radis tous a l'aleta dorsal i cap espina i 31 radis tous a l'anal.
- 51 vèrtebres.[6][7][8]

## Hàbitat
És un peix d'aigua marina, pelàgic-oceànic i de clima polar (65°S-74°S) que viu fins als 550 m de fondària.

## Distribució geogràfica
Es troba a l'oceà Antàrtic: els mars de Ross i de la Cooperació.

## Observacions
És inofensiu per als humans.